# Ospøya
Ospøya est une île norvégienne du comté de Hordaland appartenant administrativement à Austevoll.

## Description
Rocheuse et couverte de bosquets, elle s'étend sur environ 640 m de longueur pour une largeur approximative de 254 m.